# Dialetto gaelico canadese
(Gaelic Newspaper Am Bràighe)
Il dialetto gaelico canadese o gaelico del Capo bretone (in gaelico scozzese: Gàidhlig Chanada, A' Ghàidhlig Chanadach o Gàidhlig Cheap Bhreatainn), spesso chiamato semplicemente Gaelic in inglese canadese, è un termine collettivo col quale si identificano i dialetti del gaelico scozzese parlati nel Canada atlantico.

Il gaelico canadese è presente, da più di 200 anni, sull'Isola del Capo Bretone ed in zone francofone isolate sulla terraferma della Nuova Scozia; la lingua è inoltre parlata anche in luoghi isolati dell'isola del Principe Edoardo e dai gaelici delle città canadesi come Toronto.
Nel XIX secolo la lingua era la terza per importanza nel Canada (dopo inglese e francese). La lingua è poi declinata, anche per causa della pulizia etnica operata dagli inglesi nei confronti dei gaelici in Canada; ora si sta riprendendo specialmente in ambito accademico.

## Storia

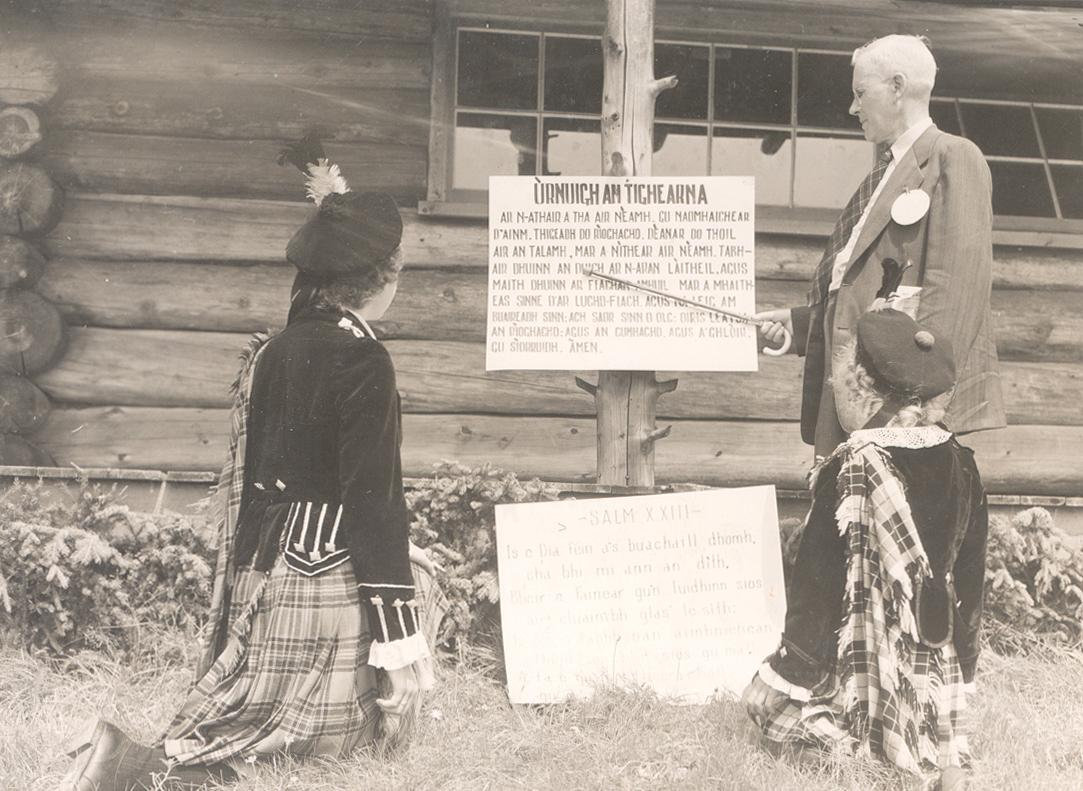
Il Rev. MacDonald da Baddeck mentre insegna il Padre Nostro in gaelico; sulla lavagna sottostante invece, è scritto uno dei salmi. Vancouver, ca. 1951